# Вімблдонський турнір 2015
Вімблдонський турнір 2015 проходив з 29 червня по 16 липня 2015 року на кортах Всеанглійського клубу лаун-тенісу і крокету в передмісті Лондона Вімблдоні. Це був 129-ий Вімблдонський чемпіонат, а також третій турнір Великого шлему з початку року. Турнір входив до програм ATP та WTA турів.

## Результати фіналів

### Дорослі

#### Чоловіки, одиночний розряд
- Новак Джокович переміг  Роджера Федерера, 7-6(7–1), 6–7(10-12), 6–4, 6-3

#### Жінки, одиночний розряд
- Серена Вільямс перемогла  Гарбінє Мугурусу, 6-4, 6-4

#### Чоловіки, парний розряд
Детальніше: Вімблдонський турнір 2015, чоловіки, парний розряд
- Жан-Жульєн Роєр /  Горія Текеу перемогли пару  Джеймі Маррей /  Джон Пірс, 7-5, 6-4, 6-4

#### Жінки, парний розряд
Детальніше: Вімблдонський турнір 2015, жінки, парний розряд
- Мартіна Хінгіс /  Саня Мірза перемогли пару  Катерина Макарова /  Олена Весніна, 5–7, 7–6(7–4), 7–5

#### Змішаний розряд
Детальніше: Вімблдонський турнір 2015, змішаний парний розряд
- Леандер Паес /  Мартіна Хінгіс перемогли пару  Александер Пея /  Тімеа Бабош, 6–1, 6–1

### Юніори

#### Хлопці, одиночний розряд
Детальніше: Вімблдонський турнір 2015, хлопці
- Рейллі Опелка переміг  Мікаеля Імера , 7–6(7–5), 6–4

#### Дівчата, одиночний розряд
Детальніше: Вімблдонський турнір 2015, дівчата
- Софія Жук перемогла  Ганну Блінкову, 7–5, 6–4

#### Хлопці, парний розряд
Детальніше: Вімблдонський турнір 2015, хлопці, парний розряд
- Лі Хоанг Нам /  Суміт Нагал перемогли пару  Рейллі Опелка /  Акіра Сантіллан, 7–6(7–4), 6-4

#### Дівчата, парний розряд
Детальніше: Вімблдонський турнір 2015, дівчата, парний розряд
- Дальма Галфі /  Фанні Штоллар перемогли пару  Віра Лапко /  Тереза Мігалікова, 6–3, 6–2